# Forbidden Rocks
Forbidden Rocks är en kulle i Antarktis. Den ligger i Västantarktis. Inget land gör anspråk på området. Toppen på Forbidden Rocks är 1 571 meter över havet.
Terrängen runt Forbidden Rocks är kuperad västerut, men österut är den platt.  Trakten är obefolkad. Det finns inga samhällen i närheten. 